# Fat Music for Fat People
Fat Music for Fat People is een compilatiealbum uitgegeven door het punklabel Fat Wreck Chords op 11 augustus 1994. Het was het eerste compilatiealbum van het label en tevens ook het eerste album uit de Fat Music-serie. De titel van het album is een parodie op een compilatiealbum van Go! Records uit 1982, getiteld Rat Music for Rat People.

## Nummers
1. "Anti-Manifesto" (van How to Clean Everything) - Propagandhi - 3:36
2. "Know It All" (van Trashed) - Lagwagon - 2:31
3. "In Harm's Way" (van Another Day in Paradise) - Strung Out - 2:34
4. "Skin Deep" (van G 'N 'W) - Guns 'n' Wankers - 2:53
5. "Feeding the Fire" (van The Daily Grind) - No Use for a Name - 2:29
6. "2RAK005" (van Stinky Fingers) - Bracket - 2:33
7. "Weave and Unravel" (van 'Til It Kills) - Tilt - 2:20
8. "You've Got a Problem" (van Don't Turn Away) - Face to Face - 2:49
9. "United Cigar" (van "United Cigar") - Good Riddance - 2:40
10. "Blink" (van Wanted) - 88 Fingers Louie - 2:40
11. "Just a Feeling" (van Radio Radio Radio) - Rancid - 1:59
12. "Mr. Coffee" (van Duh) - Lagwagon - 2:17
13. "Homophobes Are Just Pissed Cause They Can't Get Laid" (niet eerder uitgegeven) - Propagandhi - 1:44
14. "Kill All the White Man" (van The Longest Line) - NOFX - 2:49